# 高世元
高世元（韓語：고세원，1977年12月13日—），韓國男演員。

## 經歷
1997年韓國KBS電視台第19期藝人公開遴選的超級演員出道。曾與尹相鉉等人組成男子歌唱團體5WHO，後改為男團X5，憑藉出眾的外貌、高大帥氣的外表及時尚的造型使得他還沒有出道就獲得了眾多女性粉絲的喜愛和追捧。該團解散後藉由在音樂舞台劇《牆的男人》、《我愛你》、《尋找金宗旭》等作品的演出中，進而實力得到認可的演員。而後主要電視劇作品有《不懂女人》、《星星月亮都摘給你》、《瘋狂愛情》、《媽媽的庭院》等等，精湛的演出也深獲婆婆媽媽們的喜愛，而成為最受喜愛的女婿人選之一，也有 "主婦們的 EXO" 之稱。

## 個人生活
1999年至2000年8月在韓國忠清南道公州陸軍新兵第32師服兵役。
2011年9月24日在江南區驛三洞首爾萬麗酒店，與小他6歲的歌手Lala結婚。2017年两人因个性不合离婚。

## 演出作品

### 電視劇
| 年份 | 電視台   | 劇 名                                          | 播 出 日 期            | 集數 | 角 色          | 介 紹                                       | 備 註                                              |
| 2004 | KBS2     | 《比花還美》                                   | 2004.01.01～2004.04.14 | 30   |                | 張仁哲老婆的情夫                            | 客串(5～7集)                                       |
| 2007 | tvN      | 《沒禮貌的英愛小姐》                           | 2007.04.20～2007.08.03 | 16   | 金赫奎         | 娜英的哥哥                                  | 第一季                                             |
| 2007 | tvN      | 《沒禮貌的英愛小姐》                           | 2007.09.07～2007.12.21 | 16   | 金赫奎         | 英彩的男友                                  | 第二季                                             |
| 2008 | tvN      | 《沒禮貌的英愛小姐》                           | 2008.03.07～2008.06.20 | 16   | 金赫奎         | 英愛的妹夫                                  | 第三季                                             |
| 2008 | tvN      | 《沒禮貌的英愛小姐》                           | 2008.09.05～2008.12.19 | 16   | 金赫奎         | 英愛的妹夫                                  | 第四季                                             |
| 2009 | tvN      | 《沒禮貌的英愛小姐》                           | 2009.03.06～2009.07.17 | 20   | 金赫奎         | 英愛的妹夫                                  | 第五季                                             |
| 2009 | tvN      | 《沒禮貌的英愛小姐》                           | 2009.10.16～2010.02.26 | 20   | 金赫奎         | 英愛的妹夫                                  | 第六季                                             |
| 2009 | KBS2     | 《不像三兄弟》                                 | 2009.10.17～2010.06.13 | 70   | 王導衛         | 檢察官                                      | 客串(1～15集)                                      |
| 2010 | KBS2     | 《灰姑娘的姐姐》                               | 2010.03.31～2010.06.03 | 20   | 洪祈正         | 祈勳同父異母哥哥                            | 客串                                               |
| 2010 | SBS      | 《三姊妹》                                     | 2010.04.19～2010.10.27 | 123  | 朴盛泰         | 世宗的生父                                  | 38～107集                                          |
| 2010 | tvN      | 《沒禮貌的英愛小姐》                           | 2010.05.14～2010.09.24 | 20   | 金赫奎         | 英愛的妹夫                                  | 第七季                                             |
| 2010 | SBS      | 《不懂女人》                                   | 2010.08.02～2010.12.31 | 109  | 朴武赫         | 富二代                                      | 首部擔任男一                                       |
| 2010 | tvN      | 《沒禮貌的英愛小姐》                           | 2010.12.17～2011.04.29 | 20   | 金赫奎         | 英愛的妹夫                                  | 第八季                                             |
| 2011 | KBS2     | 《回家途中的女人》                             | 2011.07.17             | 1    | 趙成泰         | 大學生                                      | 獨幕劇                                             |
| 2011 | tvN      | 《沒禮貌的英愛小姐》                           | 2011.09.09～2012.01.20 | 20   | 金赫奎         | 英愛的妹夫                                  | 第九季                                             |
| 2011 | SBS      | 《要帥氣的生活》                               | 2011.09.17～2012.03.11 | 51   | 趙銀傑         | 醫生                                        |                                                    |
| 2012 | tvN      | 《沒禮貌的英愛小姐》                           | 2012.04.13～2012.08.31 | 20   | 金赫奎         | 英愛的妹夫                                  | 第十季 客串(1、7、11、20集)                        |
| 2012 | KBS1     | 《星星月亮都摘給你》                           | 2012.05.07～2012.11.02 | 129  | 韓敏赫／徐振秀 | 富二代 (養子)                               |                                                    |
| 2012 | tvN      | 《沒禮貌的英愛小姐》                           | 2012.11.29～2013.03.28 | 18   | 金赫奎         | 英愛的妹夫                                  | 第十一季 客串(1～7、18集)                          |
| 2013 | tvN      | 《瘋狂愛情》                                   | 2013.04.08～2013.09.17 | 100  | 徐慶修         | 律師                                        | 首部擔任男一                                       |
| 2013 | tvN      | 《沒禮貌的英愛小姐》                           | 2013.07.18～2013.11.14 | 18   | 金赫奎         | 英愛的妹夫                                  | 第十二季 客串(2、5～7、15集)                       |
| 2014 | MBC      | 《媽媽的庭院》                                 | 2014.03.17～2014.09.18 | 126  | 車成俊         | 富二代                                      |                                                    |
| 2014 | tvN      | 《沒禮貌的英愛小姐》                           | 2014.03.27～2014.07.10 | 16   | 金赫奎         | 英愛的妹夫                                  | 第十三季 客串(10、15～16集)                        |
| 2014 | SBS Plus | 《DODOHARA》 《高傲吧(滔滔不絕)》              | 2014.10.27～2014.11.24 | 10   | 高世元         | 攝影記者                                    | 網路劇                                             |
| 2014 | Samsung  | 《最高的未來》                                 | 2014.10.28             | 5    | 高組長         | 公司主管                                    | 網路劇／客串                                       |
| 2015 | KBS2     | 《윈드미라클의 바람동화》 《wind奇蹟之風童話》 | 2015.04.20             | 1    | 素妍的爸爸     | 飛行員                                      | 殘疾人日特別劇 客串                                |
| 2015 | KBS1     | 《懲毖錄》                                     | 2015.02.14～2015.08.02 | 50   | 李爾瞻         | 朝鮮攝政及光海君朝的實權者 北人黨的主要人物 | 客串 (44～47／49～50集)                            |
| 2015 | tvN      | 《沒禮貌的英愛小姐》                           | 2015.08.10～2015.10.05 | 17   | 金赫奎         | 英愛的妹夫                                  | 第十四季                                           |
| 2016 | SBS      | 《愛情來了》                                   | 2016.06.20～2016.12.16 | 122  | 羅民修         | 哈拉婚禮的社長                              |                                                    |
| 2016 | tvN      | 《沒禮貌的英愛小姐》                           | 2016.10.31～2017.01.03 | 20   | 金赫奎         | 英愛的妹夫 李英愛設計公司營業組組長         | 第十五季                                           |
| 2017 | MBC      | 《歸來的福丹芝》                               | 2017.05.15～2017.11.24 | 122  | 韓成旭         | 前任檢察官出身 JS食品的女婿                 | 因MBC罷工影響，此劇在 8.31～9.8及10.25～11.2曾停播 |
| 2017 | tvN      | 《沒禮貌的英愛小姐16》                         | 2017.12.04～2018.01.23 | 16   | 金赫奎         | 英愛的妹夫 李英愛設計公司營業組組長         | 第十六季                                           |
| 2018 | tvN      | 《致忘了詩的你》                               | 2018.03.23～2018.05.15 | 16   |                | 金允珠前夫                                  | 客串(07～08集)                                     |
| 2018 | MBC      | 《檢法男女》                                   | 2018.05.14～2018.07.17 | 32   | 康龍           | 外科醫生 康賢的哥哥                         | 客串(15～16、18集)                                 |
| 2018 | tvN      | 《金秘書為何那樣》                             | 2018.06.06～2018.07.26 | 16   | 李會長年輕時   | 英俊和成言的爸爸                            | 客串(11～12集)                                     |
| 2018 | SBS      | 《皇后的品格》                                 | 2018.11.21～2019.02.13 | 52   |                | 大韓民國皇室前首相                          | 客串(1、14、18、21、25、35、40～41集)              |
| 2019 | tvN      | 《沒禮貌的英愛小姐17》                         | 2019.02.08～2019.04.26 | 12   | 金赫奎         | 英愛的妹夫 樂園印刷廠營業組代理             | 第十七季                                           |
| 2020 | KBS      | 《危險的約定》                                 | 2020.03.30～2020.08.28 | 104  | 姜太仁         | F Sports集團董事                            |                                                    |

### 電影
- 2003年：《강아지 죽는다（朝鲜语：강아지 죽는다）／Dying Puppy》飾演 병태
- 2010年：《再見，男孩》飾演 현우
- 2010年：《汝矣島》飾演 조부장
- 2011年：《完美遊戲》飾演 재석
- 2013年：《虎尾蘭之夢》飾演 준
- 2015年：《따라지: 비열한 거리（朝鲜语：따라지: 비열한 거리）／局外人:穷街陋巷／The Outsider: Mean Streets》飾演 건희
- 2019年：《神之一手：鬼手篇（朝鲜语：신의 한 수: 귀수편）》飾演 神父（友情出演）

### 音樂舞台劇
- 2006年：《穿牆人》
- 2007年：《愛的卡布奇諾》
- 2008年：《洛基恐怖秀》
- 2009年：《尋找金鍾旭》
- 2009年：《我愛你》
- 2009年：《新品男》
- 2010年：《哦！當你入睡時》
- 2012年－2013年：《福爾摩斯 - 安德森街的秘密》

### 綜藝
- 2006年：SBS《星期天真好》（反轉劇最終回）
- 2009年：KBS《青春不败》E10 (2009.12.25)
- 2010年：KBS2《明星金鐘》E269 (2010.01.09)
- 2010年：SBS《달고나》 (2010.12.25)
- 2011年：SBS《强心臟》E61-E62 (2011.01.25／2011.02.01)
- 2014年：MBC《黃金漁場》E391 (2014.09.10)
- 2015年：KBS2《1대100_以一敵百》E376 (2015.02.24)
- 2015年：MBC《세바퀴-친구찾기》E303 (2015.07.03)
- 2018年：MBC《神秘音樂秀：蒙面歌王》E173 (2018.10.14)
- 2019年：tvN《人生酒館》E107 (2019.01.24)

### 主持
- 2008年：Mnet《다섯남자와 아기천사_五個男子與天使寶貝》(2008.03.26～2008.06.25)
- 2008年：GTV《나쁜여자 BadGirl》
- 2015年：KBS2《我們小區藝體能_柔道篇》E126～E143 (2015.10.06～2016.02.16)
- 2016年：SBS《叢林的法則_東加篇》第四季之24回 E203～E211 (2016.03.04～2016.04.29)
- 2017年：MBC《아찔한 캠핑（朝鲜语：아찔한 캠핑）》E03～E08 (2017.01.23～2017.02.27)
- 2019年：EBS《말을 걸어볼까? 동남아 살아보기（朝鲜语：말을 걸어볼까? 동남아 살아보기）》 (2019.08.29～)

### 單曲
- 2007年：1st Love Letter (러브인카푸치노OST) - 고세원, 최원준
- 2008年：다섯남자와 아기천사 O.S.T - 한걸음 더
- 2010年：라라 (2집 Dreamy Love) - 06.눈물 꽃 (Duet Ver.) (With 고세원)

### MV
- 2006年：李秀英＆申東燁《給予幸福的人》
- 2006年：Rain《我躺過的床》
- 2006年：SG Wannabe《比翼鳥》

### CF
- LG 電信航空
- nexon 遊戲
- 하나電視

### FM
- 2013年：福岡粉絲見面會（2013年6月7日）
- 2014年：大阪粉絲見面會（2014年11月24日）

## 獲獎
- 2012年：1st K-Drama Stars Awards（大田電視劇節）時尚獎
- 2017年：MBC演技大賞連續劇部門 男子最優秀演技獎（歸來的福丹芝）

## 宣傳大使
- 2012年3月：서울시 유도회 홍보대사 - 首爾市宣傳大使_柔道會
- 2014年8月：청소년 흡연예방 캠페인 홍보대사 - 青少年吸煙預防活動宣傳大使

## 外部連結
- 高世元的X（前Twitter）
- 高世元的Instagram帳戶
- NAVER （页面存档备份，存于）